# Ново-Городское кладбище (Одесса)
Ново-городское кладбище (или Таировское кладбище) — кладбище в Одессе. Открыто в 1961 году. Является третьим по площади кладбищем Украины (137 гектаров), а если учитывать только площадь собственно кладбища — наибольшим. Расположено в Киевском районе города.

## Церковь
На территории кладбища расположена Церковь Всех святых (реконструированный траурный зал советского периода).

## Крематорий и колумбарий

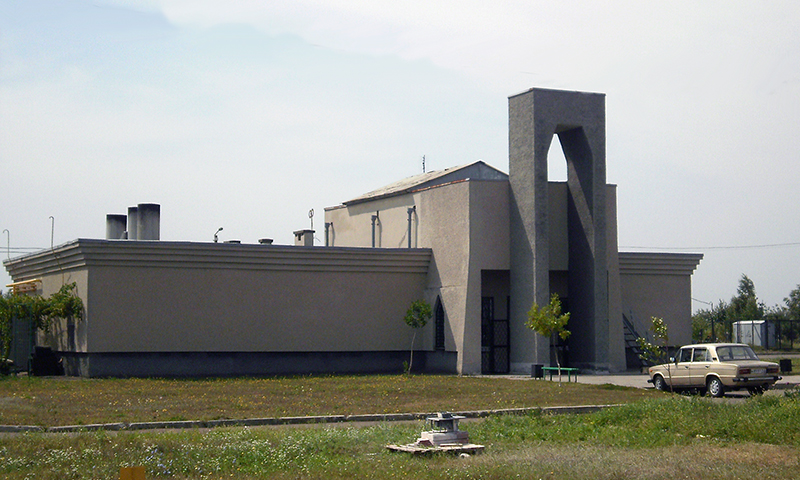
Крематорий

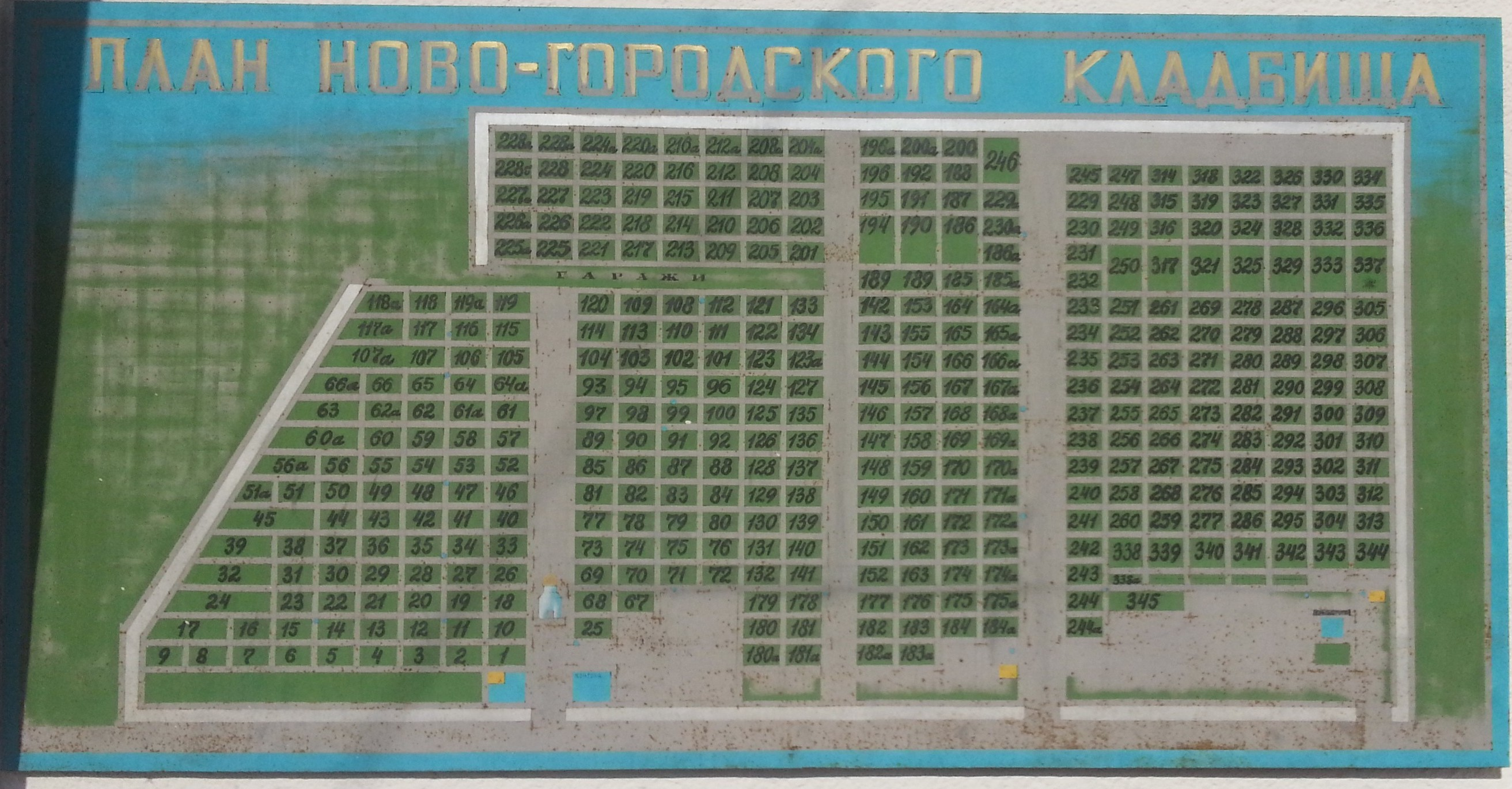
План Ново-городского (Таировского) кладбища

В 1988 году на территории кладбища открыты крематорий и колумбарий.

## Известные люди, похороненные на кладбище
- Бараболько, Михаил Петрович, Герой Советского Союза
- Боева, Татьяна Ивановна, джазовая певица
- Бровченко, Иван Никонович, Герой Советского Союза
- Буянов, Виктор Николаевич, Герой Советского Союза
- Волков, Николай Николаевич, Герой Советского Союза
- Глыга, Григорий Семёнович, Герой Советского Союза
- Гнидо, Пётр Андреевич, Герой Советского Союза
- Горбачёв, Евгений Георгиевич, советский волейбольный тренер
- Емцев, Олег Павлович, комик, актёр
- Завертяев, Вениамин Анисимович, Герой Советского Союза
- Зелях, Элизар Вульфович, учёный-электротехник
- Капралов, Пётр Андреевич, Герой Советского Союза
- Карнач, Степан Андреевич, Герой Советского Союза
- Коваленко, Василий Наумович, Герой Советского Союза
- Козырь, Павел Пантелеевич, Герой Социалистического Труда, первый секретарь Одесского обкома КПУ
- Кремер, Симон Давидович, Герой Советского Союза
- Крупник, Семён Самойлович, народный артист Украины
- Кручёных, Севастьян Петрович, Герой Советского Союза
- Лялин, Василий Константинович, Герой Советского Союза
- Майоров, Александр Иванович, Герой Советского Союза
- Мальцев, Владимир Павлович, советский и украинский актёр
- Марценюк, Сергей Николаевич, советский генерал-майор, кавалер трех орденов Красной Звезды.
- Машков, Михаил Иванович, полный кавалер ордена Славы
- Мелах, Ефим Львович, Герой Советского Союза
- Михно, Николай Михайлович, Герой Советского Союза
- Мишанов, Николай Дмитриевич, Герой Советского Союза
- Модзелевский, Александр Семёнович, советский военачальник, генерал-лейтенант артиллерии
- Москаленко, Василий Васильевич, советский футболист и тренер
- Муратова Кира Георгиевна, советский и украинский кинорежиссёр
- Назаренко, Василий Андреевич, член-корреспондент Академии Наук УССР.
- Олех, Сергей Георгиевич, комик, актёр
- Перов, Иван Степанович, Герой Советского Союза
- Плоскина, Владимир Иванович, советский футболист, трене
- Полуэктов, Николай Сергеевич, академик Академии Наук УССР
- Поплавский, Вадим Теодорович, комик
- Сергов, Алексей Иванович, Герой Советского Союза
- Синильников, Валерий Яковлевич, Герой Советского Союза
- Тимотиевич, Иван Иванович, советский военачальник, генерал-лейтенант артиллерии
- Третьяк, Анатолий Григорьевич, Герой Социалистического Труда
- Усачёв, Филипп Александрович, Герой Советского Союза
- Финк, Владимир Александрович, советский и украинский футболист
- Фрадков Ефим Борисович, Герой Советского Союза
- Цымбаларь, Илья Владимирович, советский, украинский и российский футболист
- Шафаренко, Павел Менделевич, советский военачальник, генерал-лейтенант
- Яблонская Анна, украинская русскоязычная поэтесса, прозаик, драматург, публицистка
- Якупов, Назым Мухаметзянович, Герой Советского Союза